# المجاطية أولاد الطالب
المجاطية أولاد الطالب هي قرية وجماعة قروية تقع في إقليم مديونة بجهة الدار البيضاء سطات، المغرب، وبلغ عدد سكانها 32286 نسمة حسب الإحصاء العام للسكان والسكنى لسنة 2014.